# مطار أبو حجر
مطار أبو حجر أو مطار رميلان هو مطار يقع جنوب شرق بلدة رميلان في محافظة الحسكة السورية. قبل عام 2010 كانت تستخدمه مديرية زراعة الحسكة لرشّ المبيدات الزراعية وتوقف العمل فيه منذ عام 2010. ولكن في أواخر عام 2015 بدأت القوات الجوية الأمريكية إعادة بنائه وتوسعته من أجل تقديم الدعم لقوات وحدات حماية الشعب الكردية. وعملت القوات الأمريكية على توسيع مدرج المطار ليصل طوله إلى 2,500 متر وعرضه إلى 250 متر، ليكون بذلك صالحا للإستخدام من قبل الطائرات العسكرية الأمريكية.